# 히페리온 (시먼스 소설)
《히페리온》(영어: Hyperion)은 댄 시먼스의 1989년 장편 SF소설이다. 우주 전쟁의 전야에 '고통의 신'을 찾아 나선 일곱 순례자가 각자의 이야기를 펼쳐 놓는 독특한 구성의 소설은, 사랑과 자유, 예술, 생명 등 인간이 갈구하는 여러 욕망들을 잔혹한 괴물인 '슈라이크'라는 극단적 매개를 통해 그려 낸다. 이 작품은 1990년 SF 장르에서 가장 권위 있는 휴고상과 로커스상을 수상함으로써 그 작품성을 인정받았다. 대한민국에는 열린책들에서 최용준 번역으로 출간되었다.

## 등장인물
- 슈라이크(The Shrike)
- 영사(The Consul) : 이야기의 화자.
- 메이나 글래드스턴(Meina Gladstone)
- 레너 호이트(Lenar Hoyt) : 가톨릭 신부.
- 페드만 카사드(Fedmahn Kassad) : 군인 대령.
- 브라운 라미아(Brawne Lamia) : 탐정.
- 헷 매스틴(Het Masteen)
- 마르틴 실레노스(Martin Silenus) : 시인.
- 솔 바인트라우브(Sol Weintraub) : 유대인 학자.